# Sainte-Thorette

Sainte-Thorette este o comună în departamentul Cher, Franța. În 1 ianuarie 2022 avea o populație de 473 de locuitori.